# MBN 뉴스 M
MBN 뉴스 M는 대한민국에서 월~금 오후 3시~오후 5시에 텔레비전으로 방송하는 MBN의 평일 오후 시간대 뉴스 프로그램이다. 한 AGB닐슨 미디어 리서치 조사에 따르면 뉴스 프로그램 중 시청률 1위를 기록하였다.

## 동시간대 경쟁 프로그램

### 평일 오후 3시대
- 신예리, 박진규의 시시각각 (JTBC)
- 이언경의 직언직설 (채널A)
- 뉴스와이드 참 (조선방송)

### 평일 오후 4시대
- MBC 4시 뉴스 (MBC TV)
- OBS 경제플러스 (OBS 경인TV)
- KBS 오늘의 경제 (KBS 1TV)